# 이상근 (영화 감독)
이상근(1978년 ~ )은 대한민국의 영화 감독이다. 조정석, 윤아 주연의 재난 액션 영화 《엑시트》의 감독이다.
드라마 《우리들의 천국》을 초등학교 때 보고 처음에는 드라마 PD를 목표 삼았다. 삼수하여 성균관대학교 영상학과에 들어갔고, 1학년 때 단편 〈꼽슬머리〉를 제작하였다. 이후 영화 감독으로 목표를 바꾸어, 대학 졸업 후 연출부에서 일하다가 한국예술종합학교 대학원에 입학하였다. 미쟝센 단편영화제에 〈베이베를 원하세요?〉를 출품하였는데, 예선 탈락하였으나 박찬욱과 류승완 감독이 눈여겨 보아 본선에 오를 수 있었고, 희극지왕 최우수 작품상을 받았다. 심사 후 류승완 감독의 지원으로 영화 《다찌마와리》의 조연출로 참가하게 되었다.
대학원을 졸업하고, 3년 뒤 쓴 영화 《엑시트》의 초고가 영진위 한국영화 기획계발에 당선되었다. 2년 뒤 류승완 감독의 제안으로 상업영화로 제작되었고, 2019년 개봉하였다. 영화는 호평을 받고 크게 흥행하였다.

## 작품
- 《감상과 이해, 청산별곡 》 (2004) - 감독, 각본
- 《베이베를 원하세요?》 (2006) - 감독, 각본
- 《명환이 셀카》 (2007) - 감독, 각본
- 《아버지와 마리와 나》 (2008) - 연출부
- 《간만에 나온 종각이》 (2010) - 감독
- 《오늘의 커피》 (2011) - 촬영, 편집
- 《엑시트》 (2019) - 감독, 각본

## 수상 및 후보
- 2004년 제3회 미쟝센 단편영화제 심사위원특별상
- 2006년 제5회 미쟝센 단편영화제 희극지왕 최우수작품상
- 2008년 제9회 대구단편영화제 대상
- 2010년 제9회 미쟝센 단편영화제 심사위원특별상
- 2019년 제40회 청룡영화상 신인감독상 - 엑시트
- 2020년 제56회 백상예술대상 영화부문 시나리오상 - 엑시트
- 2020년 제25회 춘사영화제 각본상 - 엑시트